# 諂
 諂 （てん）（梵: śāṭhya、シャーティヤ）は、仏教が教える煩悩のひとつ。
心の邪曲。へつらうこと。自分だけの利益や世間の評判（名聞利養）を得るがために、他者をだまして迷わそうとして、私心を隠して人に媚びへつらい等など従順を装い、人の心を操縦する心である。もしくは、このような手段をもって、自分のなした過ちを隠蔽せんとする心である。
説一切有部の五位七十五法のうち、小煩悩地法の一つ。唯識派の『大乗百法明門論』によれば随煩悩位に分類され、そのうち小随煩悩である。